# مصطفى جودة
مصطفى جودة هو لاعب كرة قدم عراقي في مركز الهجوم ولد في يوم 1 تموز 1992، يلعب حالياً مع نادي النفط وسبق له اللعب مع نادي الكهرباء العراقي ونادي الشرطة ونادي كربلاء وبدأ باللعب مع منتخب العراق لكرة القدم في 2014.

## روابط خارجية
- مصطفى جودة على موقع قاعدة بيانات كرة القدم.إي يو (الإنجليزية)
- مصطفى جودة على موقع ناشيونال فوتبول تيمز (الإنجليزية)
- مصطفى جودة على موقع Soccerway.com (الإنجليزية)